# カール・トーマス (バスケットボール)
カール・トーマス（Carl Thomas、1976年9月7日 - ）は、アメリカ領ヴァージン諸島出身のバスケットボール選手である。ポジションはフォワード。

## 来歴
タンパ・プレップ高校からチャールトン大学を経て、サンアントニオ・スパーズのキャンプに参加するが、ロースター入りは果たせず、CBAのロックフォード・ライトニングに入団。
その後、スペイン、NBADLのスーフォールズ・スカイフォースなどを経て、2003年にアイシンシーホース入団。2シーズンプレーし、連覇に貢献。
2005年はベネズエラリーグでプレーし、2006年に日立サンロッカーズに入団。
2008年、三菱電機ダイヤモンドドルフィンズに移籍。2009年退団。